# Cabo San Lucas
Cabo San Lucas es una ciudad turística de México ubicada en el extremo sur de la península de Baja California, siendo una delegación del municipio de Los Cabos en el estado de Baja California Sur. Su ubicación geográfica es: norte 23°40′, sur 22°52′, este 109°24′, oeste 110°7′. Frente a sus costas se unen las aguas del golfo de California y del océano Pacífico. La localidad y el municipio están comunicadas por carretera a la La Paz capital del estado de Baja California Sur, cuenta además con el Aeródromo Internacional de Cabo San Lucas y el Aeropuerto Internacional de Los Cabos. La ciudad se encuentra aledaña al Área de Protección de Flora y Fauna Cabo San Lucas.

## Toponimia
El nombre original del puerto era Yenecamú, topónimo de origen pericú. Posterior a la llegada de los colonizadores españoles y debido a la gran afluencia de expedicionarios, cada uno de los cuales se sentía como su descubridor y con la facultad para colocarle el nombre a su gusto, el sitio tuvo varios nombres a saber: Nueva Albión, Puerto Seguro, Reino de Nueva Andalucía y Villa San Felipe. Sin embargo el que tuvo mayor impacto y por el cual fue nombrado y conocido por propios y extraños fue el de Cabo San Lucas, nombre puesto el 18 de octubre de 1541 por el soldado español Francisco de Bolaños en el día dedicado en el santoral católico a San Lucas Evangelista.
El 27 de junio de 1542 se aplica por primera vez en documento el nombre de Cabo San Lucas, según lo anotado en el libro Pablo L. Martínez: Sergas californianas de los autores Aidé Grijalva, Max Calvillo y Leticia Landín. Una observación muy importante que realiza el escritor Gustavo de la Peña Avilés, oriundo de este puerto, es la siguiente: “Cabo San Lucas es llamado así por la formación geográfica en la que está: un cabo; y por el apóstol de la religión cristiana: San Lucas. Sin embargo, el nombre correcto es Cabo de San Lucas, que con el tiempo se fue perdiendo hasta quitarle el de”. Sin embargo los turistas, prestadores de servicio y pobladores utilizan el simple nombre de “Cabo” para nombrar a Cabo San Lucas.

## Historia
Se calcula que los primeros grupos humanos llegaron a la parte sur de la península hace unos 15 000 años. A la llegada de los primeros europeos vivían en la región grupos nómadas de la tribu pericú, quienes sobrevivían mediante economía de subsistencia basada en recolección de frutos, semillas, raíces, moluscos que buscaban en las playas, además de la pesca primitiva y la caza. Otras dos tribus prehispánicas perfectamente definidas fueron los guaycuras, que habitaban la parte media de la península, y los cochimíes, que habitaban la parte norte.

### Los primeros europeos
Actualmente se considera que el primer europeo que desembarcó en la península de Baja California fue el piloto y navegante español Fortún Jiménez, quien ―al mando del navío Concepción― avistó y visitó en el año 1534 la península, que pensó que era una isla. Al llegar al puerto de La Paz, se dio cuenta de que en el lugar abundaban las perlas que los nativos extraían de las conchas de moluscos de la bahía, así que se dedicaron a saquear el lugar. Cabe mencionar que Fortún Jiménez y acompañantes no le pusieron nombre a ninguno de los sitios que encontraron.
Sin embargo se considera a Hernán Cortés como el «descubridor» de este lugar.
El explorador español Juan Rodríguez Cabrillo arriba a este puerto el día 3 de julio de 1542 y tras una estancia de 3 días, antes de partir le da el nuevo nombre de “Puerto de San Lucas”.
En marzo de 1602 el virrey conde de Monterrey, Gaspar Zúñiga y Acevedo, nombró general a Sebastián Vizcaíno para dirigir la exploración del litoral californiano en busca de puertos de refugio para los galeones de Manila.
Desde el 5 de mayo de ese año hasta el 21 de febrero de 1603, Vizcaíno guio tres navíos, cuyos nombres eran San Francisco, Santo Joseph y Tres Reyes. Navegaron desde el puerto de Acapulco hasta más al norte del cabo Mendocino (California) en compañía de los cosmógrafos Géronimo Martí Palacios y el fraile carmelita Antonio de la Ascensión Durante el viaje fijaron la toponimia correspondiente a los lugares visitados, levantaron planos y prepararon derroteros y diarios detallados de la costa que servirían para la navegación de esos lugares hasta fines del siglo XVIII.
Sus planos de las costas californianas son admirables por la precisión y exactitud de los detalles; fue en ese viaje exploratorio en el que Sebastián Vizcaíno al buscar refugio en la bahía, cubierta de los vientos y marejadas por el Cabo, la bautizó con el nombre del santo del día: "Bahía de San Bernabé". Fue 62 años antes, 18 de octubre de 1541, en que el almirante Francisco de Bolaños enviado por Juan Rodríguez Cabrillo en una exploración de avanzada a las costas de la recién nombrada por Francisco Preciado, California, al llegar al cabo lo bautizo con el nombre del santo del día: El Cabo de San Lucas (Nombre del Cabo de San Lucas investigado por Profesor Domingo Saiza Castro en: Historical Dictionary of the Discovery and Exploration of the Northwest Coast of America. Autor Robin Inglis).

### La fundación de la población
Jatsutaro en sus narraciones del libro Kaigai Ibun da cuenta de que cuando él y sus compañeros llegaron a Cabo San Lucas, a finales de mayo de 1842, había un par de casas.[cita requerida]

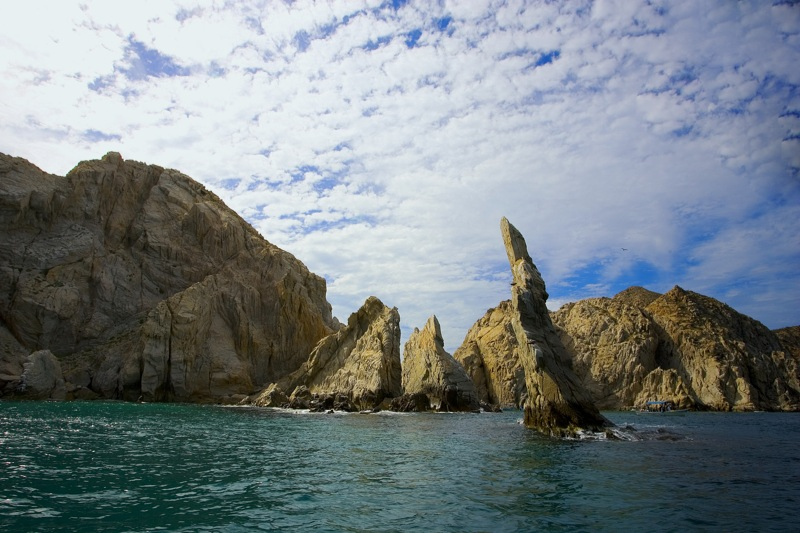
Cabo San Lucas

En esta zona se encuentra un faro con más de 112 años de antigüedad, conocido comúnmente como el Faro Viejo. El proyectista, diseñador y ejecutor de la construcción del Faro de Cabo Falso fue el ingeniero madrileño Joaquín Palacios Gómez.
(*) En 1925 los hermanos Carlos y Luis Bernstein, quienes tenían una gran experiencia en el comercio, trasladan desde Isla de Cedros el Barco-fábrica “Calmex” a la bahía de Cabo San Lucas y lo instalan para el procesado del atún, que existía en abundancia en sus cercanías.
El barco-fábrica “Calmex” contaba con cuatro embarcaciones de casco de madera y con capacidad menor a las treinta toneladas. No tenían sistema de refrigeración, ya que no era necesario debido a que las capturas se efectuaban a muy corta distancia, los viajes de pesca de solo unas horas permitían entregar un producto fresco para el proceso de empaque.
En 1927, los hermanos Bernstein fundaron la Compañía de Productos Marinos S.A. e iniciaron la construcción de nuevas instalaciones en tierra, construcción que debieron acelerar al máximo debido a que, en 1928, el barco-fábrica “Calmex” se hundió en la bahía al explotarle una caldera.
En 1929 se inauguran en tierra las nuevas instalaciones, mismas que después se integran a las empresas Rodríguez y después son vendidas al grupo Elías Pando quienes conservan la marca registrada en honor del barco-fábrica. 
En 1979, la compañía de productos marinos no aguantó la presión y el empuje del desarrollo turístico y apagó su maquinaria; cerró sus puertas en Cabo San Lucas y se fue a Puerto San Carlos, “los habitantes del puerto se vieron drásticamente afectados por no contar con otra fuente de empleo similar. Los trabajadores fueron liquidados, muchos migraron y otros más permanecen recordando los viejos tiempos y relegados por la nueva industria sin chimeneas”
En 1951, el gobernador del Territorio de Baja California, general Agustín Olachea Avilés (1946-1956), inauguró la escuela primaria Naciones Unidas, actualmente el edificio ocupa el Museo de Historia Natural de Cabo San Lucas.

### El despegue
La calidez de sus aguas, la belleza de sus playas, la abundancia de pesca deportiva y otros atributos más que posee Cabo San Lucas, motivaron a gran cantidad de inversionistas mexicanos y extranjeros a invertir en desarrollos turísticos en gran escala.
Debido al incremento en visitantes y viendo el gobierno federal la necesidad de crear una oferta hotelera de lujo y más amplia. En 1968  el Banco de México creó Fondo Nacional de Fomento al Turismo (Fonatur), fondo especial para la creación de nuevos destinos turísticos en las costas del país. Los dos primeros fueron esos destinos de Cancún  en el estado de Quintana Roo  e Ixtapa en Guerrero, de ahí le siguió Los Cabos, Huatulco y Loreto.

## Demografía

### Población
Según el Conteo de Población y Vivienda 2020, efectuado por el Instituto Nacional de Estadística y Geografía, la población de Cabo San Lucas hasta ese año, era de 202 694 habitantes significando un aumento de casi el 200 % respecto al censo de 2010 cuando contaba con 68 463 habitantes derivado de la fusión de la ciudad con los poblados de Colonia del Sol y Las Palmas que dejaron de ser suburbios para fusionarse con Cabo San Lucas quedando unificada en una sola ciudad, siendo la 2.ª ciudad más poblada de Baja California Sur por debajo de la capital La Paz y la 79.ª ciudad más poblada de México.
| Gráfica de evolución demográfica de Cabo San Lucas entre 1900 y 2020                                        |
| |
| Población de los censos y conteos del Instituto Nacional de Estadística y Geografía (INEGI) de 1900 a 2020. |

## En la cultura popular
En la película Pacific Rim, dirigida por Guillermo del Toro. Cabo San Lucas recibe el tercer ataque de Kaiju, siendo destruida por completo. También es la residencia actual de la cantante estadounidense Britney Spears. Algunas escenas de la película No te metas con Zohan (2008) protagonizada por Adam Sandler, fueron filmadas en Cabo San Lucas para recrear las playas de Tel Aviv.

## Hermanamientos
- Newport Beach, EUA[13]

## Consulados
- España (Consulado Honorario).[14][15]
- Estados Unidos (Agencia Consular).[16][15]